# Spinomantis peraccae
Espèce
Synonymes
- Rhacophorus peraccae Boulenger, 1896
- Mantidactylus peraccae (Boulenger, 1896)

Statut de conservation UICN

 LC  : Préoccupation mineure
Spinomantis peraccae est une espèce d'amphibiens de la famille des Mantellidae.

## Taxinomie
Le statut taxonomique de cette espèce est douteux. Certaines populations qui lui sont attribuées pourraient appartenir à d'autres espèces.

## Répartition

Aire de répartition de Spinomantis peraccae.

Cette espèce est endémique de Madagascar. Elle se rencontre entre 500 et 2 000 m d'altitude dans la moitié Est de l'île,.

## Description
Spinomantis peraccae mesure de 34 à 44 mm pour les mâles.

## Étymologie
Cette espèce est nommée en l'honneur de Mario Giacinto Peracca.

## Publication originale
- Boulenger, 1896 : Descriptions of two new frogs obtained in Madagascar. Annals and Magazine of Natural History, sér. 6, vol. 18, p. 420-421 (texte intégral).